# Casa de Júpiter

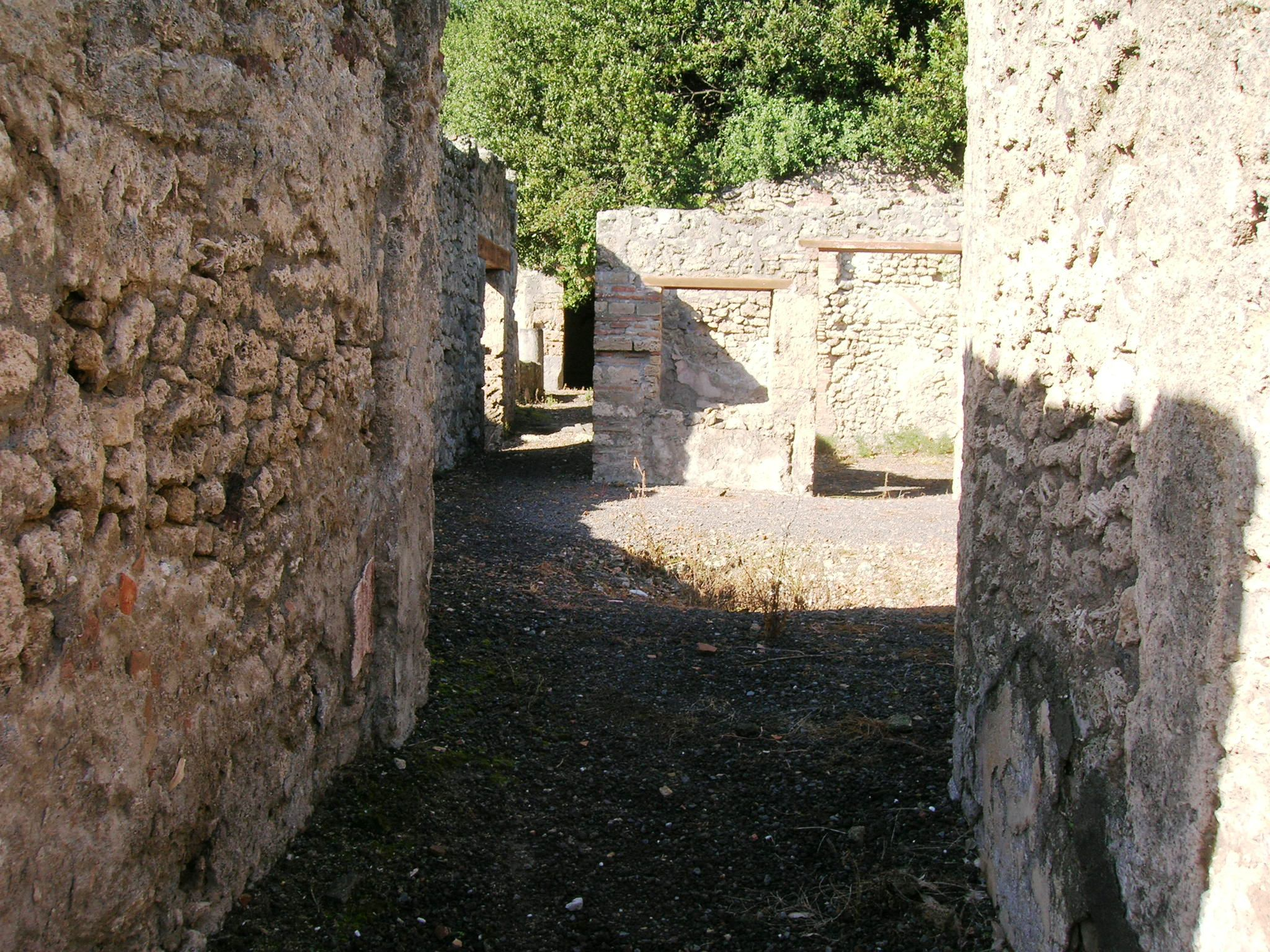
Casa de Júpiter

La Casa de Júpiter es una domus (casa) de la época romana, enterrada durante la erupción del Vesubio en el año 79 y encontrada como resultado de las excavaciones arqueológicas en la antigua Pompeya. Ocupa la Ínsula 2 de la Regio V.

## Historia
El lararium de la domus (que debe su nombre a un fresco de esta, situado en el hortus y que representa a la deidad homónima) fue encontrado durante las excavaciones del siglo XIX.
En el año 79, la domus estaba en fase de restructuración, y más tarde, durante las excavaciones, los arqueólogos descubrieron túneles, que databan de excavaciones anteriores.

## Descripción
En la domus se descubrió un atrio central, un vestíbulo y una columnata, seguidos de tres habitaciones. Las habitaciones y el atrio están rodeados de decoraciones que datan del siglo II a. C. «paneles de estuco pintados en rojo, negro, amarillo y verde, y cornisas con molduras con dentellones». En el atrio se encontró un friso de estuco dórico con ribetes azules y rojos, conservado en parte por el derrumbe. Los suelos de la domus, sin embargo, son de cemento y cerámica, con «teselas de mármol blanco dispuestas a intervalos regulares o con trozos de mármol colocados de forma irregular». Sin embargo, en dos salas, «la parte central del suelo está decorada con excepcionales paneles de mosaico rectangulares» que representan, probablemente, mitos de carácter astrológico.
La domus sufrió probablemente un incendio en las inmediaciones de la Casa de las Bodas de Plata, que ennegreció la pared pintada al fresco, elementos del mobiliario y una cama.
Una parte de la domus, denominada «avant-corps» tiene dos columnas (una de ellas perdida) «de mampostería con un capitel de toba gris», y una escalinata y, por último, "«un amplio paseo»".